# Volos (Grčka)
Volos (grčki: Βόλος) je lučki grad, smješten u sredini Grčke, udaljen oko 326 km sjeverno od Atene i 215 km južno od Soluna. 
Grad je sjedište prefekture Magnezija.

## Povijest

### Za antičkih vremena
Današnji grad Volos, smješten je na ozemlju u kojem su antici bila čak tri poznata naselja;  Demetrias, Pagasa i Jolk. Demetrias je osnovao Demetrije I. Poliorket, kralj Makedonije. Jolk, ili Jolkos, bio je dom mitološkog junaka Jazona, koji je bio vođa Argonauta.
Zapadno od grada Volosa nalazi se ostatci neolitskog naselja Dimini, s ostatcima akropole, zidina, i dvaju grobnica, datiranih u 4000-1200 pr. Kr., iz takozvane kulture Sesklo. Ostatci akropole su najstariji u cijeloj Grčkoj (datirani su u 6000 pr. Kr.), na nalazištu su vidljivi temelji palača i zgrada iz neolita.

### U vrijeme Bizanta
Po bizantskim povjesničarima, Volos se u XIX st. zvao, Golos. 
Većina stručnjaka drži da je to ime izvedenica od strarijeg imena Jolkos, da je od tog nastao Golkos pa Golos, te zatim Volos. Ima međutim i onih koji misle da je ime došlo od Folos, koji je po legendama bio srednjovjekovni feudalni veleposjednik iz ovog kraja.

### Grad Volos u novoj eri
Volos je novi grad, njegov rast počeo je tek početkom XIX st., kad se iz malog turskog sela preobrazio u grad.
Još 1858. god. naselje je imalo samo 80 kuća, poredanih uz obalu. 
Nakon priključenja grada Grčkoj 1881., grad je imao svega 4 900 stanovnika, ali je u sljedećim dekadama počeo ubrzano rasti kao trgovačko obrtničko središte tog dijela Grčke. Od 1920. grad je naglo porastao zbog velikog broja novih stanovnika, - izbjeglica nakon Grčko-Turskog rata koji su dolazili iz Male Azije, Ponta, Kapadocije i Istočne Tračke. 
Zbog toga je grad naglo narastao, 1920. imao je 30 046 stanovnika, ali je već 1928.  godine imao već 47 892. 
Grad je osjetno ojačao nakon proširenja luke, izgradnje velikih industrijskih postrojenja teške industrije i razvojem turizma. Volos je sjedište rivijere Magnezija i odredišna luka za otoke Sjevernih Sporada. Blizu grada nalazi se planina Pelion, dom kentaura Hirona, - danas je to značajno turističko odredište.
Volos je bio jedan od centara borbe za narodni grčki jezik - Katarevusa i to u vremenu kad je on bio zabranjen, na početku XX st., lider tog pokreta bio je Delmouzos.

## Zemljopisne karakteristike
Volos se nalazi u vrhu Pagazetičkog zaljeva, iznad grada diže se planina Pelion. Kroz grad prolaze tri planinske rječice: Anavros, Krausidonas i Xirias (sve tri s izvorima na planini Pelion 1651 m.)
Zapadno od grada u okrugu Neapoli, nalazi se močvara Bourboulithra, koja je od velike važnosti za biološku raznolikost čitavog kraja, i kojoj se u novije vrijeme daje dužna pažnja u cilju njene zaštite, i zaštite njezina ekosustava.

### Prirodne katastrofe
Kako se čitava Grčka nalazi na trusnom području, ni Volos nije prošao bez oštećenja. Najpoznatiji i najrazorniji potresi desili su se između 1954. – 1955., kada je porušen gotovo cijeli grad i sve njegove povijesne neoklasične građevine. Ono što nije uništio potres, dokrajčila je katastrofalna poplava te iste godine. Grad je pogodila još jedna katastrofalna poplava 10. listopada 2006., tad se srušio i željeznički most na pruzi Volos - Larisa.

### Arhitektura grada
Volos je kao novi grad, vrlo pomno planiran još iz 1882., tako da ima vrlo pravilan raspored ulica, trgova i parkova. Po nekim je najljepše planiran i izvedeni Grčki grad.

### Rast stanovništva
| Godina | Stanovništvo | Promjene      | Šire gradsko stanovništvo |
| ------ | ------------ | ------------- | ------------------------- |
| 1981   | 71,378       | -             | 103,000                   |
| 1991   | 77,192       | +5,814/+8.14% | 120,000                   |
| 2001   | 82,439       | +5,247/+6.79% | 150,000                   |

## Gospodarstvo
Volos je jedan od najjačih industrijskih centara Grčke. Ima osobito dobro razvijanu tešku industriju; čeličane (SIDENOR i Hellenic Steel industry, Ελληνική Χαλυβουργία) i cementaru AGET - Hraklis, jednu od najvećih na svijetu koja proizvodi više od 7.000.000 tn.)
Velliki značaj ima i luka, koja je treća po značaju u Grčkoj.

## Strani konzulati
Obzirom na značaj Volosa kao sjedišta, gospodarstva, financija, transporta i administrativnog sjedišta tog dijela Tesalije i Grčke, u gradu djeluju sljedeći konzulati;
- Italija
- Francuska
- Belgija
- Njemačka
- Danska
- Nizozemska

## Kultura

### Poznati sugrađani
- Jazon - mitološki junak
- Pelej - mitološki junak
- Giorgio de Chirico (1888. - 1978.) - talijanski futuristički slikar
- Vangelis (194.3) - skladatelj

## Šport

### Profesionalni klubovi
- Α.Σ. ΕΡΜΗΣ  Arhivirana inačica izvorne stranice od 14. travnja 2009. (Wayback Machine)
- Olympiakos Volou FC
- Niki Volou FC

## Atrakcije u gradu i oko njega
- Arheološko nalazište Sesklo  Arhivirana inačica izvorne stranice od 14. svibnja 2008. (Wayback Machine)
- Arheološko nalazište Demetrias
- Arheološko nalazište Demetrias  Arhivirana inačica izvorne stranice od 18. veljače 2009. (Wayback Machine).
- Arheološko nalazište Brdo Goritsa  Arhivirana inačica izvorne stranice od 4. ožujka 2016. (Wayback Machine)
- Rekonstrukcija antičkog broda ARGO  Arhivirana inačica izvorne stranice od 30. siječnja 2009. (Wayback Machine)
- Park skulptura Anavros  Arhivirana inačica izvorne stranice od 2. prosinca 2010. (Wayback Machine)

## Muzeji i galerije
- Arheološki muzej Volos
- Muzej novije povijesti grada Volosa  Arhivirana inačica izvorne stranice od 1. srpnja 2007. (Wayback Machine)  Arhivirana inačica izvorne stranice od 30. siječnja 2009. (Wayback Machine)
- Nacionalni željeznički muzej Grčke  Arhivirana inačica izvorne stranice od 30. siječnja 2009. (Wayback Machine), na željezničkoj stanici Volos
- Muzej svile  Arhivirana inačica izvorne stranice od 22. studenoga 2009. (Wayback Machine)

## Prijevoz
Pored grada Volosa, nalazi se međunarodna zračna luka (International Airport of Central Greece, Nea Anchialos) s dobrim vezama prema važnijim europskim destinacijama. Pomorska luka Volos, povezuje trajektima obližnje otoke Sporade.

### Auto ceste
Volos je povezan s autocestom E75 sa sjevernom i južnom Grčkom. Iz grada vodi i magistrala E65 za zapadnu Grčku (za luku Igumenica, koja bi trebala postati autocesta punog profila do 2012.

### Željeznica
Željezničku stanicu Volos, podigao je talijanski graditelj Evaristo De Chirico, odmah po oslobođenju centralne Grčke 1884. godine. Danas taj dio stanice služi kao sjedište uprave lokalne željeznice Tesalije.

## Gradovi prijatelji
- Bălţi, Moldova
- Le Mans, Francuska
- Rostov na Donu, Rusija
- Soči, Rusija
- Pleven, Bugarska
- Smederevo, Srbija

## Vanjske poveznice
- Sveučilište Tesalije
- Stranice gradske općine Nea Ionia  Arhivirana inačica izvorne stranice od 27. travnja 2006. (Wayback Machine)
- Mediteranske Igre 2013.  Arhivirana inačica izvorne stranice od 20. travnja 2009. (Wayback Machine)